# Лефкадия
«Лефкадия» — винодельческое хозяйство, специализирующееся на производстве сухих и игристых вин. Располагается в селе Молдаванское (Краснодарский край).

## История

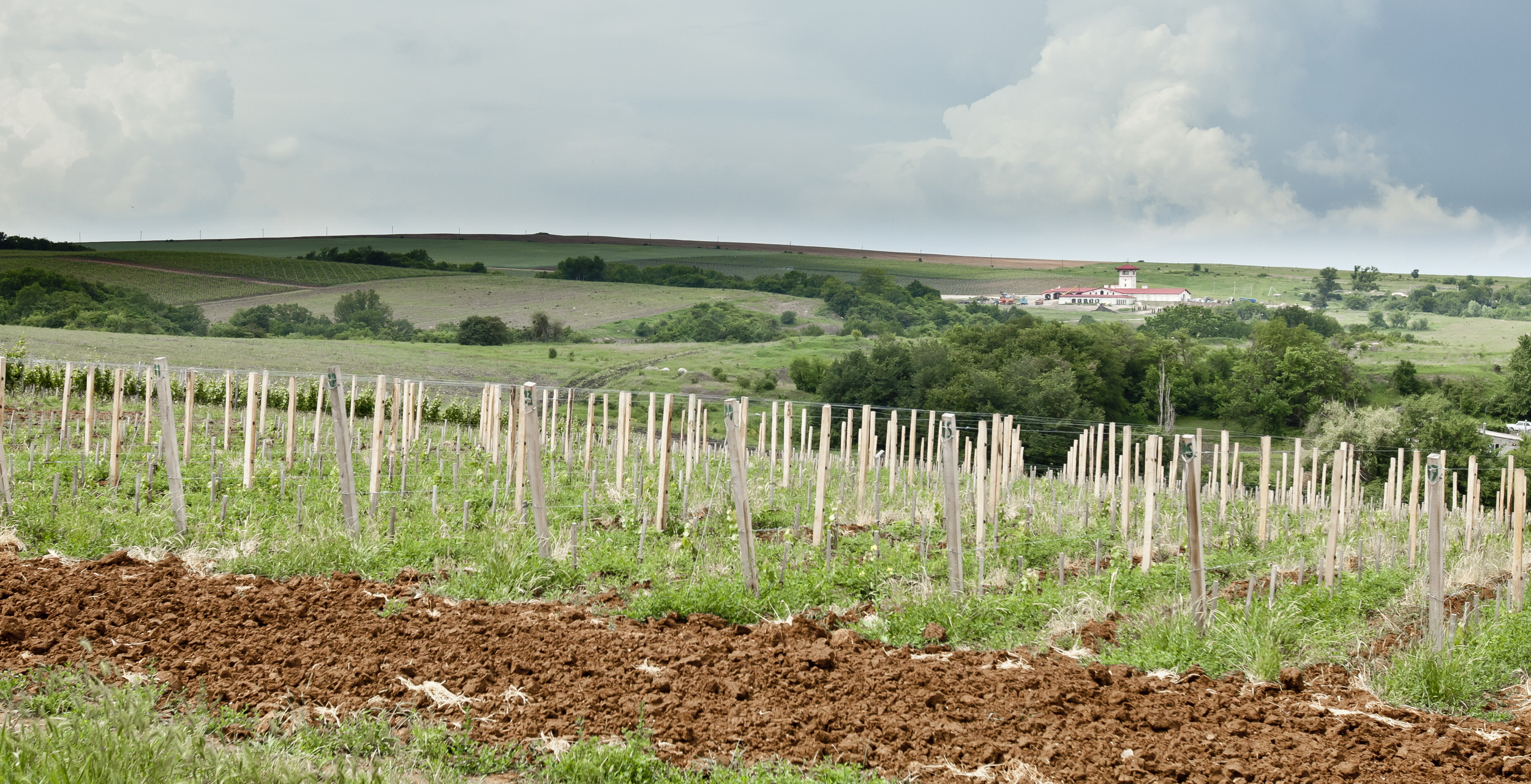
Территория «Лефкадии»

Винодельческое хозяйство «Лефкадия» основано энтузиастом элитного виноделия в России Михаилом Николаевым в 2004 году. Терруар и микроклимат Крымского района Краснодарского края убедили его в том, что данная местность подходит для посадки винограда, и уже в 2005 году первые саженцы, отобранные в европейских питомниках, были высажены на территории в 24 гектара.
В 2006 году директором хозяйства стал Николай Пинчук, глава Ассоциации виноградарей и виноделов Кубани, под чьим руководством в последующие два года было высажено 23 сорта винограда на общей площади в 80 гектаров.
В 2007 году после посещения территории хозяйства энологом-консультантом винодельни стал Патрик Леон (в то время — ведущий винодел в Шато Мутон-Ротшильд и Opus One). Незадолго до этого к проекту также присоединился известный французский виноградарь Жиль Рей — владелец бюро, консультирующего винодельческие хозяйства Чили, США и Палестины.
В 2009 году в хозяйстве был собран первый урожай, отлажена работа винодельни, а также создана лаборатория для анализа почв и вин. Лаборатория аттестована Государственным региональным центром стандартизации, метрологии и испытаний в Краснодарском крае, оснащена современным оборудованием и ежемесячно участвует в международной программе контроля качества лабораторных анализов BIPEA.

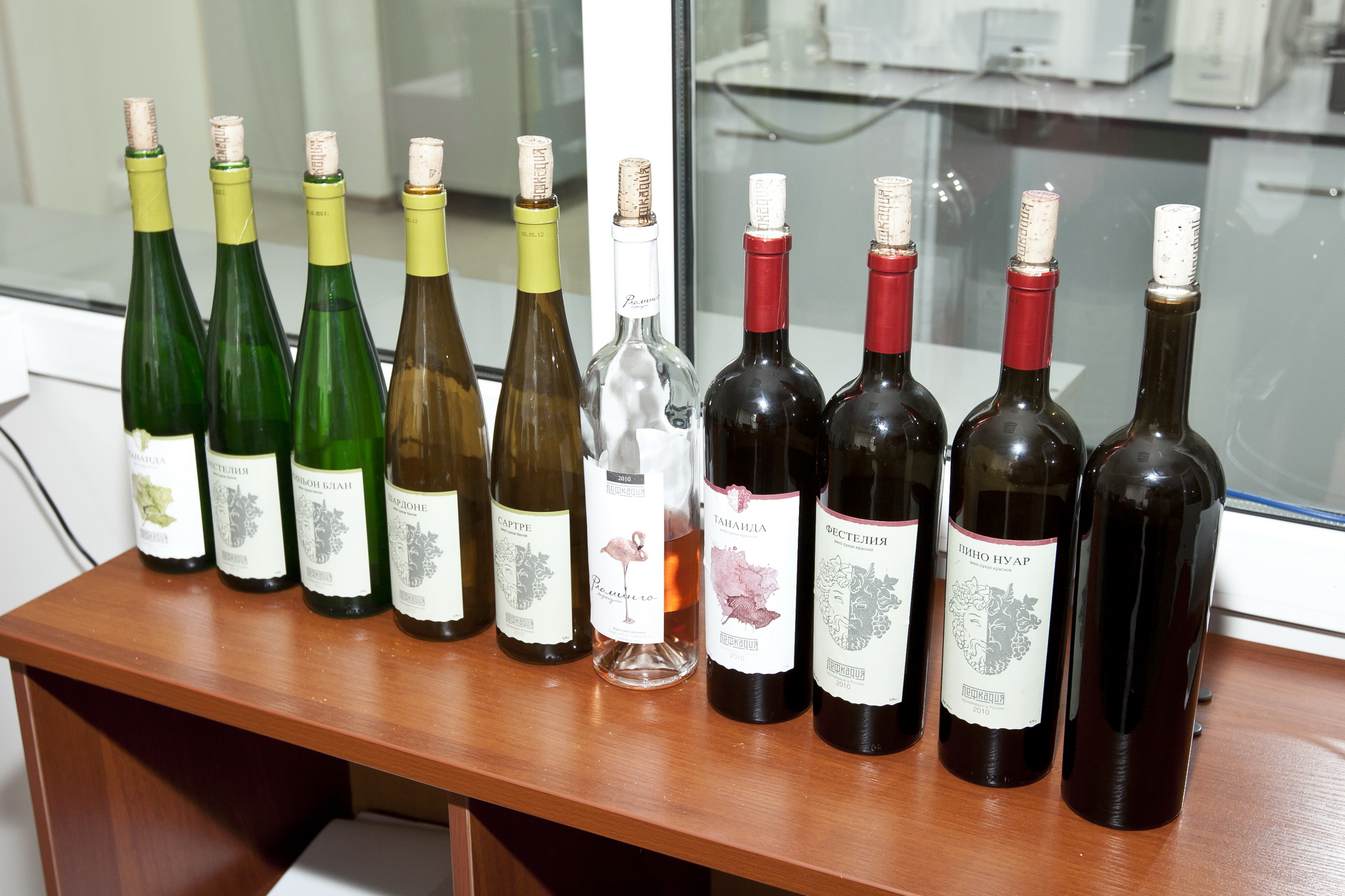
«Танаида» 2010 и «Фестелия» 2010

В 2011 году вина «Лефкадии» были впервые представлены экспертам, и во время «слепой» дегустации все четыре вина (белые и красные Танаида 2010 и Фестелия 2010) обошли европейские образцы той же ценовой категории.
Год спустя одно из вин «Лефкадии» (сухое белое «Шардоне 2010») получило золотую национальную премию за качество в номинации на выставке Russian Wine Fair 2012.
В 2014 году на престижном конкурсе Decanter World Wine Awards сухое белое вино «Лефкадия» завоевало бронзовую медаль. В том же году на международном конкурсе The International Wine and Spirit Competition «Лефкадия» представляла два вина — «Лефкадия» красное и «Ликурия Резерв» белое. Оба вина завоевали бронзовые награды. А на Decanter Asia Wine Awards «Лефкадия Шардоне» и белое сухое «Лефкадия Резерв» были отмечены медалями Commended («Рекомендовано»), а красное сухое «Лефкадия Резерв» 2010 года получило бронзовую медаль.
В мае 2014 года в ходе рабочего визита в Краснодарский край винодельческое хозяйство посетил премьер-министр РФ Дмитрий Медведев. В октябре 2014 года хозяйство приняло участие в «Фестивале молодого кубанского вина», организованном во время Гран-при «Формулы-1» в Сочи.
В сентябре 2015 года было подписано соглашение с Эрмитажем, по которому «Лефкадия» получила право на воспроизведение изображений ряда экспонатов музея, которые связаны с вином в мировой культуре, и представила линейку вин «Ликурия. Коллекция Эрмитажа». В декабре 2015 года компания стала лауреатом премии «Приоритет» в области импортозамещения.
В 2015 году семейным предприятием «Николаев и сыновья» был приобретен винодельческий завод и агрофирма «Саук-Дере». Ресурсы «Саук-Дере» «Лефкадия» использует для увеличения выпуска базовых линеек вин.

## Деятельность

### Виноделие

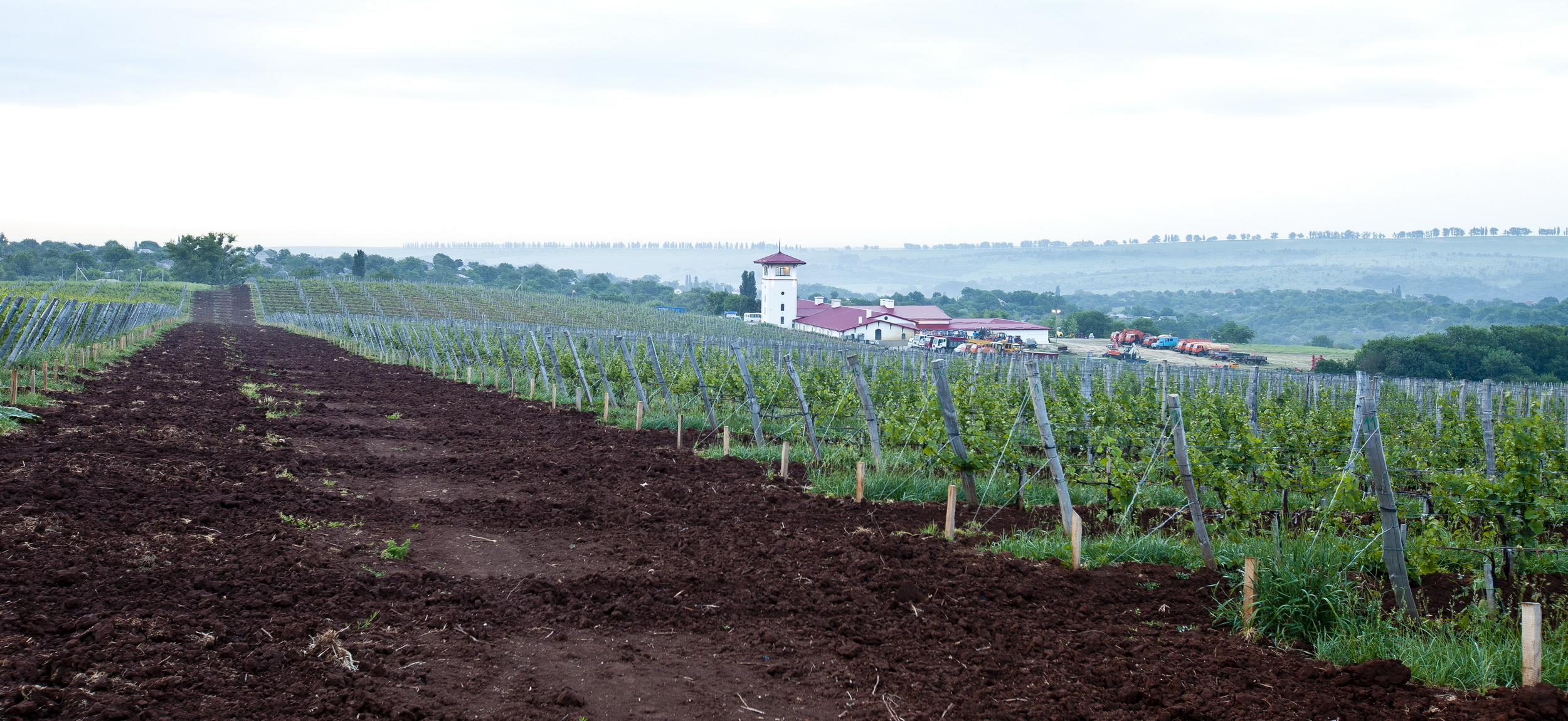
Вид на винодельческое хозяйство

Площадь виноградников «Лефкадии» составляет 80 га, на которых возделывается 23 сорта винограда (Шардоне, Совиньон Блан, Рислинг, Мерло, Шираз, Пино Нуар и другие). Культивируются привезенные и российские сорта винограда. Большая часть сельскохозяйственных работ выполняется вручную, для автоматизации части сезонных работ используется техника. В винодельне применяется гравитационная техника, при которой отсутствует механическая перекачка виноградного сусла и вина: все перемещения происходят под влиянием силы тяжести. Для выдержки вин используются бочки, изготовленные на заказ во Франции из российского дуба.
Продукция «Лефкадии» представлена в магазинах «Азбука вкуса», METRO, а также в винных бутиках «Красностоп» и FORT.

### Производство биопродуктов
- На территории хозяйства работает предприятие «Николаев и сыновья», которое производит сыры (камамбер, бюш-де-Шевр, скаморца, капретто), подсолнечное масло, мед, а также выпускает сезонные овощи.[10] Сыры изготоваливаются вручную, по классической технологии за исключением обязательной пастеризации молока (требование законодательства РФ). Объёмы производства: к началу 2016 года ежемесячный объём производства мягких и полутвердых сыров увеличен до 12 тонн. В долине Лефкадия также есть первое в России стадо овец породы лакаюне, которая ценится за хорошие удои молока.

- Под брендом «Семидолье» выпускается рис, а также сезонные овощи и фрукты, выращенные по стандартам органического земледелия итальянского института ICEA (в России пока законодательно не закреплен статус био- и органической продукции).

- Производится высокоолеиновое подсолнечное масло «Олей Лефкадии», сделанное методом холодного прессования. В 2015 году обрабатывалось порядка 500 га, что позволило производить до 300 тонн подсолнечника.

- Производится натуральный мед «Разнотравье» и «Аккурай».

### Девелопмент
Реализуется два девелоперских проекта:
- Рядом с селом Молдаванское идет реализация проекта «Долина Лефкадия» — на территории в 1030 га строится поселок c развитой инфраструктурой: к началу 2015 года было построено 30 км дорог и высажено 12 тысяч саженцев деревьев, идет строительство коммуникаций.[11]

- К 2019 году в Крымском районе будет построен бальнеологический курорт на 650 мест, объём инвестиций — 1,2 млрд рублей.[12] На территории курорта будут работать медицинский центр, реабилитационная клиника, два детских сада (муниципальный на 120 мест и частный — на 60 мест), частная школа на 600 мест, гольф-академия с полем на 9 лунок, а также комплекс по производству овощей и фруктов.

## Вина «Лефкадии»
| Линейка вин «Лефкадия» - «Лефкадия» белое сухое - «Лефкадия» красное сухое - «Лефкадия Резерв» белое сухое - «Лефкадия Резерв» красное сухое - «Фламинго Лефкадии» розовое сухое - «Лефкадия Мерло» красное сухое - «Лефкадия Шираз» красное сухое - «Лефкадия Каберне Совиньон» красное сухое - «Лефкадия Пти Вердо» красное сухое - «Лефкадия Мальбек» красное сухое - «Лефкадия Красностоп» красное сухое - «Лефкадия Вионье» белое сухое - «Лефкадия Шардоне» белое сухое - «Лефкадия Совиньон Блан» белое сухое | Линейка вин «Ликурия» - «Ликурия» белое сухое - «Ликурия» красное сухое - «Ликурия резерв» белое сухое - «Ликурия резерв» красное сухое - «Лефкадия Мерло» красное сухое - «Лефкадия Шираз» красное сухое - «Лефкадия Каберне Совиньон» красное сухое - «Лефкадия Каберне Фран» красное сухое - «Лефкадия Рислинг» белое сухое - «Лефкадия Шардоне» белое сухое - «Лефкадия Совиньон Блан» белое сухое - «Ликурия Коллекция Эрмитажа» красное сухое - «Ликурия Коллекция Эрмитажа» белое сухое | Линейка вин «Коллекция Холостяка» - «Лефкадия Каберне Фран» красное сухое - «Лефкадия Шираз» красное сухое - «Лефкадия Пино Нуар» красное сухое Линейка игристых вин «Темелион» - «Темелион» брют - «Темелион» брют розе - «Темелион» блан де блан винтаж |